# Sumske
Sumske (en (ucraïnès): Сумське, rus: Сумское) és un poble de la República Autònoma de Crimea, a Ucraïna, que el 2014 tenia 243 habitants. Pertany al districte de Simferòpol.